# Nachbarschaftshilfe

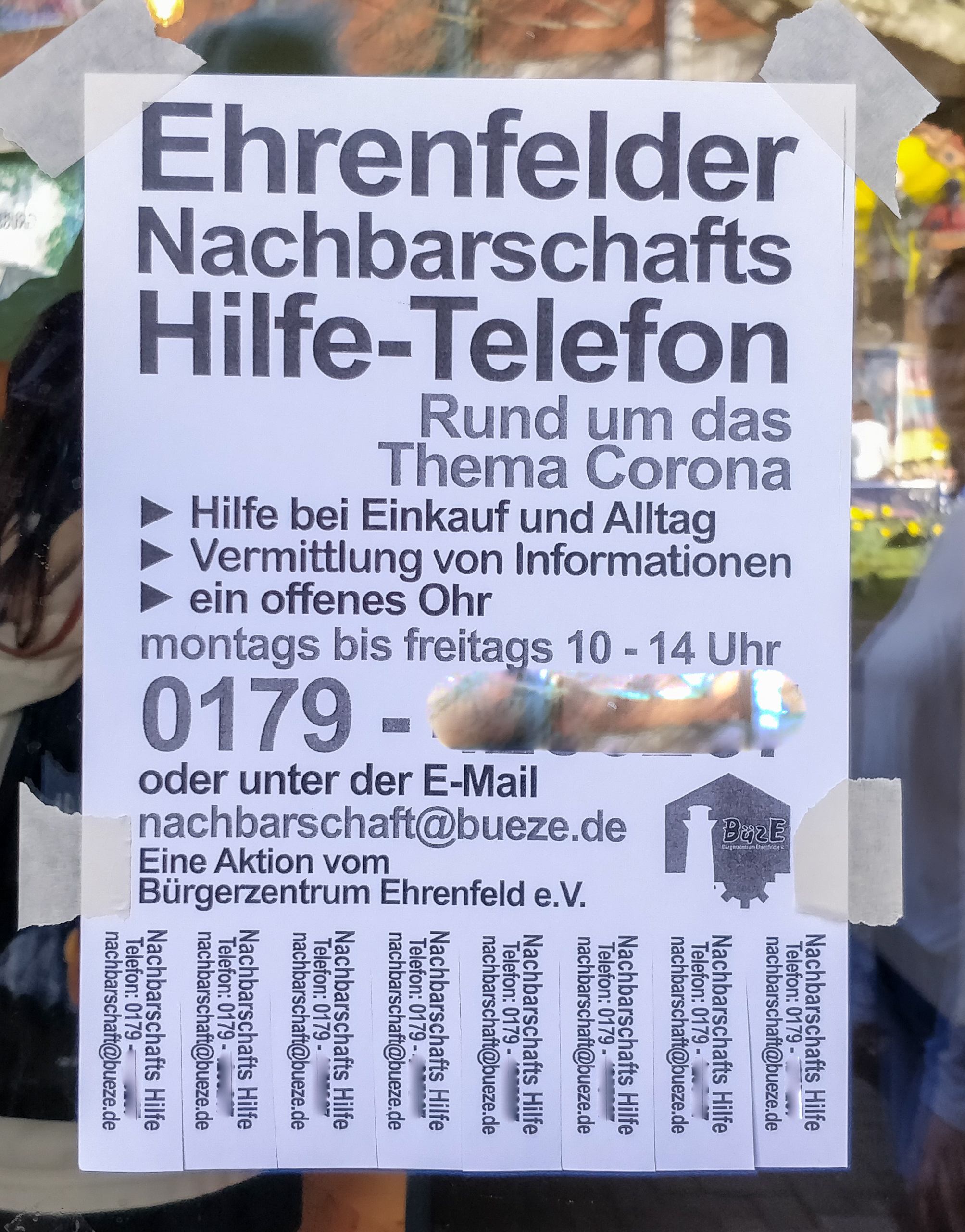
Angebot zur Nachbarschaftshilfe in Köln-Ehrenfeld in Zeiten der COVID-19-Pandemie

Nachbarschaftshilfe bezeichnet eine gegenseitige, unter Nachbarn gewährte Form der Hilfe und Unterstützung, bei der zumeist auf ein Entgelt in Form einer Geldzahlung verzichtet und stattdessen Gegenleistungen in ähnlicher Form erbracht werden.
Nachbarschaftshilfe ist üblicherweise ein gewohnheitsmäßiges und wenig formalisiertes Instrument sozialer Gemeinschaften zur Bewältigung von individuellen oder gemeinschaftlichen Bedürfnissen, Notlagen und Krisen.

## Formen
Motivation zur nachbarschaftlichen Hilfe entsteht zumeist zwischen Menschen, die in einer ähnlichen sozialen oder materiellen Situation sind. „Funktionierende Nachbarschaft“, für die Nachbarschaftshilfe ein Indiz ist, entsteht zum Beispiel in bäuerlichen Dorfgemeinschaften in Zeiten anwachsenden Arbeitskräftebedarfs (gegenseitige Hilfe beim gemeinsamen Einbringen der Ernte) oder zur Abwehr von Bedrohungen und Gefahren (Deichschutz, Freiwillige Feuerwehr; siehe auch Pumpennachbarschaft). Als individuelle Hilfe ermöglicht Nachbarschaftshilfe die Bewältigung von Alltagsproblemen bis hin zur Überwindung von Krisen wie Krankheit und Armut.
In urbanen Gesellschaften mit einem hohen Grad der Individualisierung wird häufig das Fehlen von Nachbarschaftshilfe beklagt, beispielsweise in der anonymen Nachbarschaft von Hochhausbewohnern. Zumeist sind dort jedoch auch ihre materiellen Gründe entfallen (Sozialhilfe, Rentenversicherung, Sozialstationen, Kindertagesstätten, Altersheime) oder professionelle Formen der Gefahrenabwehr etabliert (Berufsfeuerwehr). Hinzu kommt die stärkere Einbindung des Einzelnen in das wirtschaftliche Arbeitsleben. Während früher z. B. eine Hausfrau die Möglichkeit hatte, tagsüber etwa einem erkrankten Nachbarn zu helfen, sind heute vielfach alle Personen eines Haushalts beruflich tätig und können daher lediglich außerhalb ihrer Vertragsarbeitszeiten entsprechende Hilfsleistungen erbringen.
Kommunale, kirchliche oder verbandliche Gemeinwesenarbeit bemüht sich dort um die (Wieder-)Belebung nachbarschaftlicher Solidarität und gegenseitiger Unterstützung.
Die Selbsthilfe-Bewegung kann als Ersatz früherer Nachbarschaftshilfe verstanden werden. Zeitbanken sind eine weitere, organisierte Form der Nachbarschaftshilfe. Hinzu kommen Veranstaltungsformate wie Energiecafés und Solarparties.

## Gesetzliche Regelungen

### Deutschland
In einigen Gesetzen wird der nachbarschaftlichen Hilfe eine besondere Rolle zugestanden. Beispielsweise ist nach § 6 (2) RDG eine unentgeltliche Rechtsberatung ohne Aufsicht eines Volljuristen nur dann zulässig, wenn sie innerhalb „familiärer, nachbarschaftlicher oder ähnlich enger persönlicher Beziehungen“ erbracht wird.
„Echte“ Nachbarschaftshilfe führt zu keinen steuerlichen Verpflichtungen, wenn sie ohne Gegenleistung erbracht wird. Neben der „echten“ gibt es auch vorgebliche Formen der Nachbarschaftshilfe, mit der Schwarzarbeit verdeckt werden soll. Hier wird zwar Hilfe erbracht, aber die Gegenleistung erfolgt in Geld und „am Finanzamt vorbei“. Der Rahmen zulässiger Nachbarschaftshilfe kann deswegen gesetzlich geregelt sein. Nicht zur Schwarzarbeit zählen Tätigkeiten, die von Angehörigen oder aus Gefälligkeit oder im Wege der Nachbarschaftshilfe geleistet werden, sofern sie „nicht nachhaltig auf Gewinn gerichtet“ sind, etwa weil sie „gegen geringes Entgelt erbracht werden“ (§ 1 SchwarzArbG).
Je nach Landesrecht kann eine Aufwandsentschädigung für eine Nachbarschaftshilfe für Pflegebedürftige über den Entlastungsbetrag (§ 45b) erstattet werden.
Eine Privathaftpflichtversicherung deckt Schäden durch Nachbarschaftshilfe nur ab, wenn diese auch Gefälligkeitsschäden umfasst.